# Az Uránusz holdjai

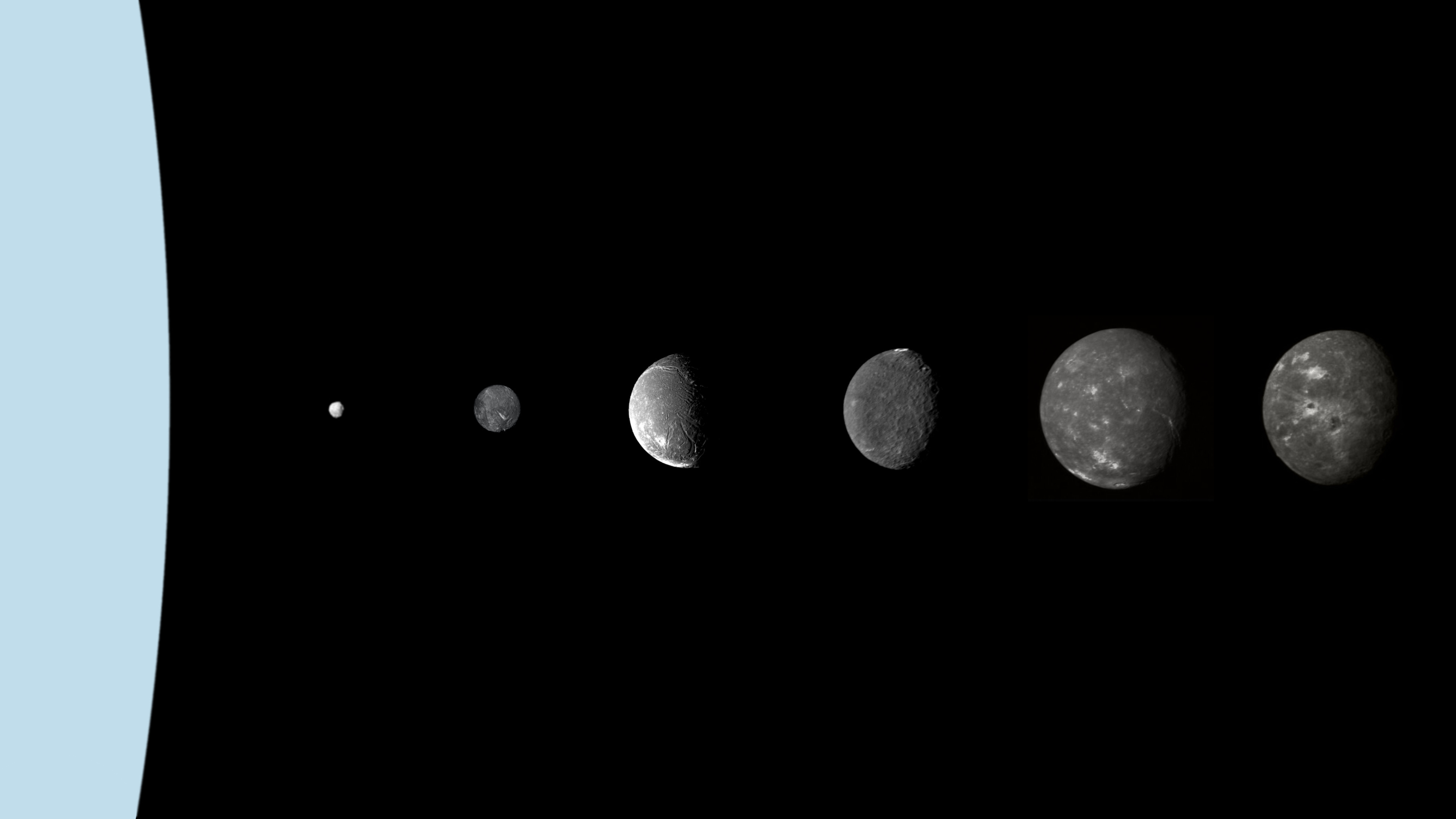
Az Uránusz holdjai méretarányosan. A holdak balról jobbra: Puk, Miranda, Ariel, Umbriel, Titánia, Oberon

Az Uránusz bolygónak, amely a Naprendszer hetedik bolygója, 27 ismert holdja van, melyek mindegyikét William Shakespeare és Alexander Pope híres munkáinak szereplőiről nevezték el. William Herschel fedezte fel a bolygó első két holdját, a Titániát és az Oberont 1787-ben, majd további három ellipszoid holdat fedezett fel 1851-ben William Lassel, köztük az Arielt és az Umbrielt, majd 1948-ban Gerard Kuiper felfedezte a Mirandát. Ezen öt holdnak bolygószerű tömege van, ezért úgy tekintenek rájuk a csillagászok, hogy amennyiben ezek a Nap körül keringenének, akkor törpebolygónak számítanának. A bolygó további holdjait 1985 után fedezték fel a kutatók, többek közt a Voyager-2 űrszonda által küldött képek segítségével, illetve a Földön elhelyezkedő különböző űrtávcsövek által.
Az Uránusz holdjai három különböző csoportra bonthatók: tizenhárom belső hold van, öt nagyobb, fő hold van és kilenc szabálytalan hold. A belső holdak apró, sötét égitestek, melyeknek anyaga és eredete a bolygó gyűrűiből származik. Az öt fő hold tömege elegendő arra, hogy hidrosztatikus egyensúlyi állapotot hozzon létre ezen égitestekben és négy holdon közülük belső, tektonikus folyamatok is zajlanak, melyek ezen égitestek felszínén kanyonokat és vulkáni aktivitást hoznak létre. Ezen öt hold közül a legnagyobb a Titánia, melynek átmérője 1578 km és ezáltal ez a nyolcadik legnagyobb hold a Naprendszeren belül. Az Uránusz bolygó kilenc szabálytalan holdja elliptikus és erősen inklinált pályán mozog, a bolygótól nagyobb távolságban.

## Felfedezésük
A bolygó első két holdja, melyet William Herschel fedezett fel 1787. január 11-én, mindössze hat évvel azután, hogy magát a bolygót felfedezték. Herschel úgy gondolta, hogy több mint hat hold keringhet a bolygó körül, illetve lehetségesnek vélte, hogy egy gyűrű is létezik. Közel 50 éven keresztül Herschel távcsöve maradt az egyetlen eszköz, melynek segítségével meg lehetett figyelni ezen objektumokat. Az 1840-es években már fejlettebb eszközök és az Uránusz bolygó kedvező elhelyezkedése tette lehetővé, hogy további szórványos égitestekkel bővülhessen az eddig felfedezett két hold listája. Végül 1851-ben William Lassel fedezte fel az Arielt és az Umbrielt. A felfedezett égitesteket római számozással látták el, ám hosszú időn keresztül a publikációk hezitáltak Herschel megállapításai (mivel a Titániát és az Oberont gyakran Uránusz III-ként, illetve Uránusz IV-ként jelölték) és William Lassel felfedezései közt, (melyeket Uránusz I és Uránusz II. jelöléssel illettek). Az Ariel és az Umbriel figyelembevételével Lassel megszámozta a holdakat I-től IV-ig és végül ez így maradt a későbbiek során is. 1852-ben Herschel fia, John Herschel ellátta a holdakat a ma is használatos neveikkel.
Közel egy évszázadon keresztül nem is történt semmilyen további felfedezés az Uránusz további holdjait illetően. 1948-ban Gerard Kuiper a McDonald Obszervatóriumban felfedezte a legkisebb holdat és az öt fő hold utolsó tagját, a gömbölyded formájú Mirandát. Évtizedekkel később a Voyager-2 űrszonda próbaútja vezetett a következő tíz belső hold felfedezéséhez. A Perdita holdat 1999-ben fedezték fel visszamenőlegesen, miután tüzetesebben megvizsgálták a Voyager-2 által készített felvételeket.
Az Uránusz volt a legutolsó óriásbolygó, amelynél még nem fedeztek fel szabálytalan holdakat, ám 1997-ben kilenc szabálytalan pályájú holdat azonosítottak a földi teleszkópok által. További két belső holdat, a Kupid holdat és a Mab holdat fedezték fel a Hubble űrteleszkóp segítségével 2003-ban. A Margaret holdat 2012-ben azonosították, ám a korábbi 2003-as adatok alapján már sejtették létezését.

## Belső reguláris holdak
Az Uránusz legbelsőbb holdjainak mérete, a Puk és a Portia kivételével, nem éri el a 100 km-t. A legközelebbiek, például a Kordélia terelőholdként hatnak a gyűrűkre. Szinte az összes hold a Voyager–2 űrszonda 1986-os elhaladásakor lett felfedezve, a Cupid és a Mab 2003-ban lett azonosítva a Hubble képein.

## Nagy reguláris holdak
Az 5 legnagyobb hold, kivétel nélkül elérte a hidrosztatikus egyensúlyt. Ezek lettek a legkorábban azonosítva Herschel, Lassel és Kuiper által. A legnagyobb köztük a Titánia, a legváltozatosabb felszínű pedig a Miranda. A Mirandát hatalmas kanyonok szelik keresztül, és kriovulkanizmusra utaló jelek is találhatók rajta.
- Titánia (1578 km) William Herschel fedezte fel 1787-ben
- Oberon (1522 km) William Herschel fedezte fel 1787-ben
- Ariel (1158 km) William Lassel fedezte fel 1851-ben
- Umbriel (1169 km) William Lassel fedezte fel 1851-ben
- Miranda (471 km) Gerard Kuiper azonosította 1948-ban

## Külső irreguláris holdak
A legkisebb méretűek tartoznak közéjük, 150 kilométeres átmérőjével a Szükorax a legfényesebb. 1997-es felfedezésüktől kezdve ezidáig 9 hold lett felfedezve. Átlagos távolságuk az Uránusztól 4 és 21 millió km között van. Jellemzően retrográd keringési iránnyal, nagy pályahajlással rendelkeznek. Egyedül a Margarét rendelkezik szabályos keringési iránnyal.

## Hamis holdak
Miután Herschel 1787. január 11-én felfedezte a Titániát és az Oberont, utána abban kezdett el hinni, hogy további négy holdat is sikerült azonosítania, ezek közül kettőt 1790. január 18-án, egyet február 9-én, majd még további kettőt 1794. február 28-án és március 26-án. Ezután évtizedeken át úgy vélték a csillagászok, hogy az Uránusz körül egy hat holdból álló rendszer kering, jóllehet a később felfedezett holdakat más csillagászoknak nem sikerült megfigyelniük. Lassel 1851-ben felfedezte az Arielt és az Umbrielt, ugyanakkor ezen felfedezések azt támasztották alá, hogy Herschel megfigyelései valójában ezen égitestek megfigyelésén alapultak.

## Trójai holdak
Korábban a csillagászok nem tartották valószínűnek, hogy az Uránusznak trójai holdjai lennének, a Neptunusz gravitációs hatása miatt. Azonban létezik ilyen kisbolygó, a 2011 QF99, ami a bolygó L4 Lagrange-pontja körül kering, meglehetősen nagy távolságra az anyabolygótól. Átmérője mintegy 60 km, anyaga szikla és jég. A bolygó az elmúlt pár százezer évben foghatta be, és a QF99 nagyjából egymillió év múlva el fog szabadulni tőle.

## A holdak elnevezése
Az Uránusz első két felfedezett holdja 1787-től egészen 1852-ig nem kapta meg mai nevét, ám ekkor John Herschel elnevezte őket. Az ifjabbik Herschel nem a görög mitológia szereplői közül választotta ki ezen égitestek elnevezéseit, hanem az angol irodalom neves alkotóinak műveiből válogatott szereplőket, így a Titánia és az Oberon William Shakespeare: Szentivánéji álom című művének szereplőiről kapta nevét, míg az Ariel és az Umbriel elnevezése Alexander Pope: Fürtrablás című vígeposzából származik. Ugyanakkor Ariel szellem szerepel Shakespeare: A vihar című drámájában is. Ezen elnevezések mind különböző szellemeket és tündéreket jelölnek az említett művekben, amely feltehetően azért alakult így, mert a mitológia szerint Uránuszt, aki az ég és a levegő istene, a levegő szellemei kísérik.
A további elnevezések is folytatták ezen légi tündérek felsorolását, bár mindössze két esetben, a Puk és a Mab hold esetében, melyek elsősorban Herschel kutatásaira koncentráltak. 1949-ben az ötödik felfedezett hold, a Miranda nevét Gerard Kuiper adta, aki Shakespeare: A vihar című drámája egyik halálos karakterének nevét adta az újonnan felfedezett égitestnek. A jelenleg hivatalos, a Nemzetközi Csillagászati Unió által követett elnevezési módszer is elsősorban Shakespeare műveinek szereplőit veszi alapul, jóllehet az Ariel, az Umbriel és a Belinda holdak elnevezései Alexander Pope műveiből származnak. A bolygó legkülső pályáin mozgó holdjait mind egyetlen műből vett szereplők neveivel illették, melyek mind A viharból származnak, ugyanakkor a Margarét elnevezésű hold a Sok hűhó semmiért című mű egyik szereplőjéről kapta nevét, így e hagyomány megszakadt.
Művek, melyek szereplőinek nevét viselik az Uránusz holdjai:
- Alexander Pope
  - Fürtrablás: Ariel, Umbriel, Belinda
- William Shakespeare
  - Szentiván éji álom: Titánia, Oberon, Puck
  - A vihar: (Ariel), Miranda, Caliban, Sycorax, Prospero, Setebos, Stephano, Trinculo, Francisco, Ferdinand
  - Lear király: Cordelia
  - Hamlet: Ophelia
  - Makrancos hölgy: Bianca
  - Trolius és Cressida: Cressida
  - Othello: Desdemona
  - Rómeó és Júlia: Juliet, Mab
  - Velencei kalmár: Portia
  - Ahogy tetszik: Rosalind
  - Sok hűhó semmiért: Margaret
  - Téli rege: Perdita
  - Athéni Timon: Cupid

## Az Uránusz holdjainak listája
A táblázatban az Uránusz holdjai keringési idejük alapján felállított sorrendjében követik egymást a legrövidebb keringési idejűtől a leghosszabbig.
| Belső holdak | † Fő holdak | ‡ Szabálytalan holdak (retrográd) | ° Szabálytalan holdak (prográd) |

| Sorrend | Címke | Név         | Kép | Átmérő (km)                        | Tömeg (·1018 kg) | Fél fő tengely (km) | Keringési idő (n) | Inclináció (Fok (szög)°) | Excentricitás | Felfedezés éve | Felfedező               |
| ------- | ----- | ----------- | --- | ---------------------------------- | ---------------- | ------------------- | ----------------- | ------------------------ | ------------- | -------------- | ----------------------- |
| 1       | VI    | Kordélia    | -   | 40 ± 6 (50 × 36)                   | 0,044            | 49 770              | 0,335034          | 0,08479°                 | 0,00026       | 1986           | Terrile (Voyager-2)     |
| 2       | VII   | Ophelia     | -   | 43 ± 8 (54 × 38)                   | 0,053            | 53 790              | 0,376400          | 0,1036°                  | 0,00992       | 1986           | Terrile (Voyager-2)     |
| 3       | VIII  | Bianka      | -   | 51 ± 4 (64 × 46)                   | 0,092            | 59 170              | 0,434579          | 0,193°                   | 0,00092       | 1986           | Smith (Voyager-2)       |
| 4       | IX    | Kresszida   | -   | 80 ± 4 (92 × 74)                   | 0,34             | 61 780              | 0,463570          | 0,006°                   | 0,00036       | 1986           | Synnott (Voyager-2)     |
| 5       | X     | Dezdemóna   | -   | 64 ± 8 (90 × 54)                   | 0,18             | 62 680              | 0,473650          | 0,11125°                 | 0,00013       | 1986           | Synnott (Voyager-2)     |
| 6       | XI    | Juliet      | -   | 94 ± 8 (150 × 74)                  | 0,56             | 64 350              | 0,493065          | 0,065°                   | 0,00066       | 1986           | Synnott (Voyager-2)     |
| 7       | XII   | Portia      | -   | 135 ± 8 (156 × 126)                | 1,70             | 66 090              | 0,513196          | 0,059°                   | 0,00005       | 1986           | Synnott (Voyager-2)     |
| 8       | XIII  | Rosalind    | -   | 72 ± 12                            | 0,25             | 69 940              | 0,558460          | 0,279°                   | 0,00011       | 1986           | Synnott (Voyager-2)     |
| 9       | XXVII | Cupid       | -   | ~18                                | 0,0038           | 74 800              | 0,618             | 0,1°                     | 0,0013        | 2003           | Showalter és Lissauer   |
| 10      | XIV   | Belinda     |     | 90 ± 16 (128 × 64)                 | 0,49             | 75 260              | 0,623527          | 0,031°                   | 0,00007       | 1986           | Synnott (Voyager-2)     |
| 11      | XXV   | Perdita     | -   | 30 ± 6                             | 0,018            | 76 400              | 0,638             | 0,0°                     | 0,0012        | 1999           | Karkoschaka (Voyager-2) |
| 12      | XV    | Puck        |     | 162 ± 4                            | 2,90             | 86 010              | 0,761833          | 0,3192°                  | 0,00012       | 1985           | Synnott (Voyager-2)     |
| 13      | XXVI  | Mab         | -   | ~25                                | 0,01             | 97 700              | 0,923             | 0,1335°                  | 0,0025        | 2003           | Showalter és Lissauer   |
| 14      | V     | †Miranda    |     | 471,6 ± 1,4 (481 × 468 × 466)      | 65,9 ± 7,5       | 129 390             | 1,413479          | 4,232°                   | 0,0013        | 1948           | Kuiper                  |
| 15      | I     | †Ariel      |     | 1,157,8 ± 1,2 (1162 × 1156 × 1155) | 1,353 ± 120      | 191 020             | 2,520379          | 0,260°                   | 0,0012        | 1851           | Lassell                 |
| 16      | II    | †Umbriel    |     | 1,169,4 ± 5,6                      | 1,172 ± 135      | 266 300             | 4,144177          | 0,205°                   | 0,0039        | 1851           | Lassell                 |
| 17      | III   | †Titánia    |     | 1,5768 ± 1,2                       | 3527 ± 90        | 435 910             | 8,705872          | 0,340°                   | 0,0011        | 1787           | Herschel                |
| 18      | IV    | †Oberon     |     | 1522,8 ± 5,2                       | 3014 ± 75        | 583 520             | 13,463239         | 0,058°                   | 0,0014        | 1787           | Herschel                |
| 19      | XXII  | ‡ Francisco | -   | ~22                                | 0,0072           | 4 276 000           | −266,56           | 147,459°                 | 0,1459        | 2003           | Holman et al.           |
| 20      | XVI   | ‡ Caliban   | -   | ~72                                | 0,25             | 7 230 000           | −579,50           | 139,885°                 | 0,1587        | 1997           | Gladman et al.          |
| 21      | XX    | ‡ Stephano  | -   | ~32                                | 0,022            | 8 002 000           | −676,50           | 141,873°                 | 0,2292        | 1999           | Gladman et al.          |
| 22      | XXI   | ‡ Trinculo  | -   | ~18                                | 0,0039           | 8 571 000           | −758,10           | 166,252°                 | 0,2200        | 2001           | Holman et al.           |
| 23      | XVII  | ‡ Sycorax   | -   | ~150                               | 2,30             | 12 179 000          | −1283,4           | 152,456°                 | 0,5224        | 1997           | Nicholson et al.        |
| 24      | XXIII | ° Margaret  | -   | ~20                                | 0,0054           | 14 345 000          | 1694,8            | 51,455°                  | 0,6608        | 2003           | Sheppard és Jewitt      |
| 25      | XVIII | ‡ Prospero  | -   | ~50                                | 0,085            | 16 418 000          | −1992,8           | 146,017°                 | 0,4448        | 1999           | Holman et al.           |
| 26      | XIX   | ‡ Setebos   | -   | ~48                                | 0,075            | 17 459 000          | −2202,3           | 145,883°                 | 0,5914        | 1999           | Kavelaars et al.        |
| 27      | XXIV  | ‡ Ferdinand | -   | ~20                                | 0,0054           | 20 900 000          | −2823,4           | 167,346°                 | 0,3682        | 2003           | Holman et al.           |

## Fordítás
Ez a szócikk részben vagy egészben  a   Moons of Uranus című angol Wikipédia-szócikk ezen változatának fordításán alapul.  Az eredeti cikk szerkesztőit annak laptörténete sorolja fel. Ez a jelzés csupán a megfogalmazás eredetét és a szerzői jogokat jelzi, nem szolgál a cikkben szereplő információk forrásmegjelöléseként.